# Paddy Greenwood
Paddy Greenwood (sinh ngày 17 tháng 10 năm 1946) là một cầu thủ bóng đá người Anh đã giải nghệ từng thi đấu ở Anh và Hoa Kỳ ở vị trí hậu vệ trái.

## Sự nghiệp
Sinh ra ở Hull, Greenwood bắt đầu sự nghiệp với đội trẻ ở đội bóng quê nhà Hull City. Ông chuyển sang thi đấu chuyên nghiệp năm 1965, và sau đó thi đấu cho Barnsley và Nottingham Forest. Greenwood cũng thi đấu ở NASL cho Boston Minutemen.